# Bulletin of the Department of Agriculture (Trinidad and Tobago)
Bulletin of the Department of Agriculture (Trinidad and Tobago) (abreviado Bull. Dept. Agric. Trinidad & Tobago) es una revista ilustrada con descripciones botánicas que es editada en Trinidad y Tobago. Fue precedida por Bull. Misc. Inform. Dept. Agric. Imp. Coll. Agric..